# Jeff Landry
Jeffrey Martin Landry, detto Jeff (St. Martinville, 23 dicembre 1970), è un politico statunitense, governatore della Louisiana dal 2024 ed in precedenza procuratore generale dello stesso stato dal 2016 al 2024. Landry è stato precedentemente membro della Camera dei Rappresentanti per lo stato della Louisiana dal 2011 al 2013. Landry è membro del Partito Repubblicano e si colloca nell'area degli ultraconservatori cristiani vicini al movimento MAGA e Mike Johnson.

## Biografia
Di fede cattolica, Landry è figlio di un'insegnante di religione e di un architetto e uomo d'affari.
Landry ha conseguito un Bachelor of Science presso l'Università di Lafayette in risorse ambientali e sostenibili ed una laurea in giurisprudenza presso la Loyola University New Orleans.
Ha prestato servizio a Fort Hood vicino a Killeen, in Texas, durante la guerra del Golfo. Dopo undici anni nella Louisiana National Guard, è stato congedato al grado di sergente.

## Carriera politica

### Membro della Camera dei Rappresentanti per la Louisiana (2011-2013)
Dopo aver tentato l'elezione al Senato della Louisiana per il 22º distretto nel 2007, corse per l'elezione alla Camera dei rappresentanti per il 3º distretto nel 2010, dove vinse a pieni voti con il 63,77% dei voti. Si ricandidò nel 2012 ma perse al ballottaggio delle primarie repubblicane contro lo sfidante Charles Boustany.

### Procuratore Generale della Louisiana (2016-2024)
Nel 2015 sfidò il procuratore in carica della Louisiana Buddy Caldwell alle elezioni generali riuscendo a batterlo al ballottaggio con il 56,3%. Assume così la nuova carica di procuratore l'11 gennaio 2016.

### Governatore della Louisiana (2024-)
Il 14 ottobre 2023 viene eletto governatore della Louisiana alle elezioni governatoriali con il 51,6% dei voti, sconfiggendo l'avversario del Partito Democratico Shawn D. Wilson ed entrando ufficialmente in carica l'8 gennaio 2024.

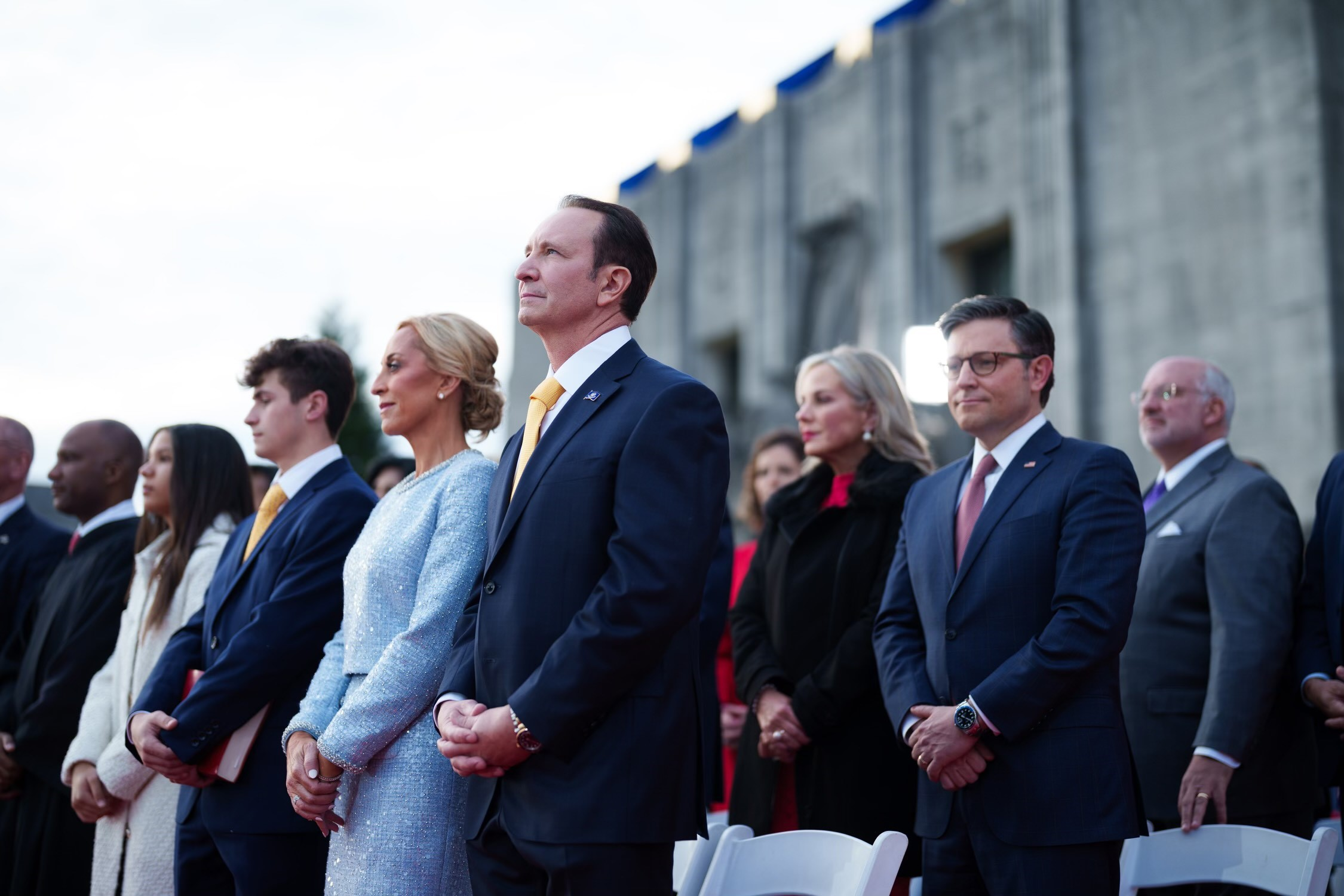
Jeff Landry alla cerimonia di insediamento da Governatore della Louisiana con lo Speaker della Camera dei rappresentanti Mike Johnson.

## Posizioni e idee politiche
Jeff Landry si configura come un repubblicano appartenente all'area della destra cristiana e populista, vicino a Donald Trump e al collega Mike Johnson, a favore della limitazione dell'aborto e contrario all'espansione dei diritti della Comunità LGBTQ+.

### Aborto
Landry, sia da Procuratore Generale che da Governatore si è opposto a qualsiasi diritto d'aborto da parte delle donne, senza alcuna eccezione di età, incesto o stupro. Ha dichiarato che chiunque non condividesse la decisione sarebbe stato libero di trasferirsi in un altro Stato.

### Sanità COVID-19
Landry ha inoltre assunto una posizione critica nei confronti dell'Amministrazione Biden per quanto riguarda la gestione federale e locale della Pandemia da COVID-19., come quando nel 2021 ha citato in giudizio il governo federale per l'obbligo di vaccinare gli operatori sanitari contro il COVID-19, definendo tale requisito un "attacco incostituzionale e immorale" agli operatori sanitari.

### Elezioni presidenziali 2020 e Donald Trump
Landry sostiene che le elezioni presidenziali negli Stati Uniti d'America del 2020 siano state oggetto di broglio elettorale e nel 2020 si è unito insieme ad altri procuratori generali repubblicani intentando un ricorso in Corte suprema per invalidare le procedure di voto in alcuni stati. Specificatamente, Landry ha sostenuto insieme ad altri procuratori generali il ricorso nel caso Texas contro Pennsylvania per invalidare 62 voti di modo che Trump fosse risultato il vincitore delle elezioni.
Nel gennaio 2024, pochi giorni dopo aver assunto le funzioni di Governatore, ha manifestato il suo sostegno per il candidato repubblicano e già Presidente degli Stati Uniti d'America Donald Trump alle elezioni presidenziali del 2024.

### Religione
Nel 2020, Landry si è unito con il membro della Camera dei rappresentanti Mike Johnson per sostenere la preghiera cristiana degli studenti nelle scuole, partecipando a dei raduni di preghiera in diverse chiese dello Stato della Louisiana.